# Chionaema selangorica
Chionaema selangorica är en fjärilsart som beskrevs av George Francis Hampson 1903. Chionaema selangorica ingår i släktet Chionaema och familjen björnspinnare. Inga underarter finns listade i Catalogue of Life.